# Plch zahradní

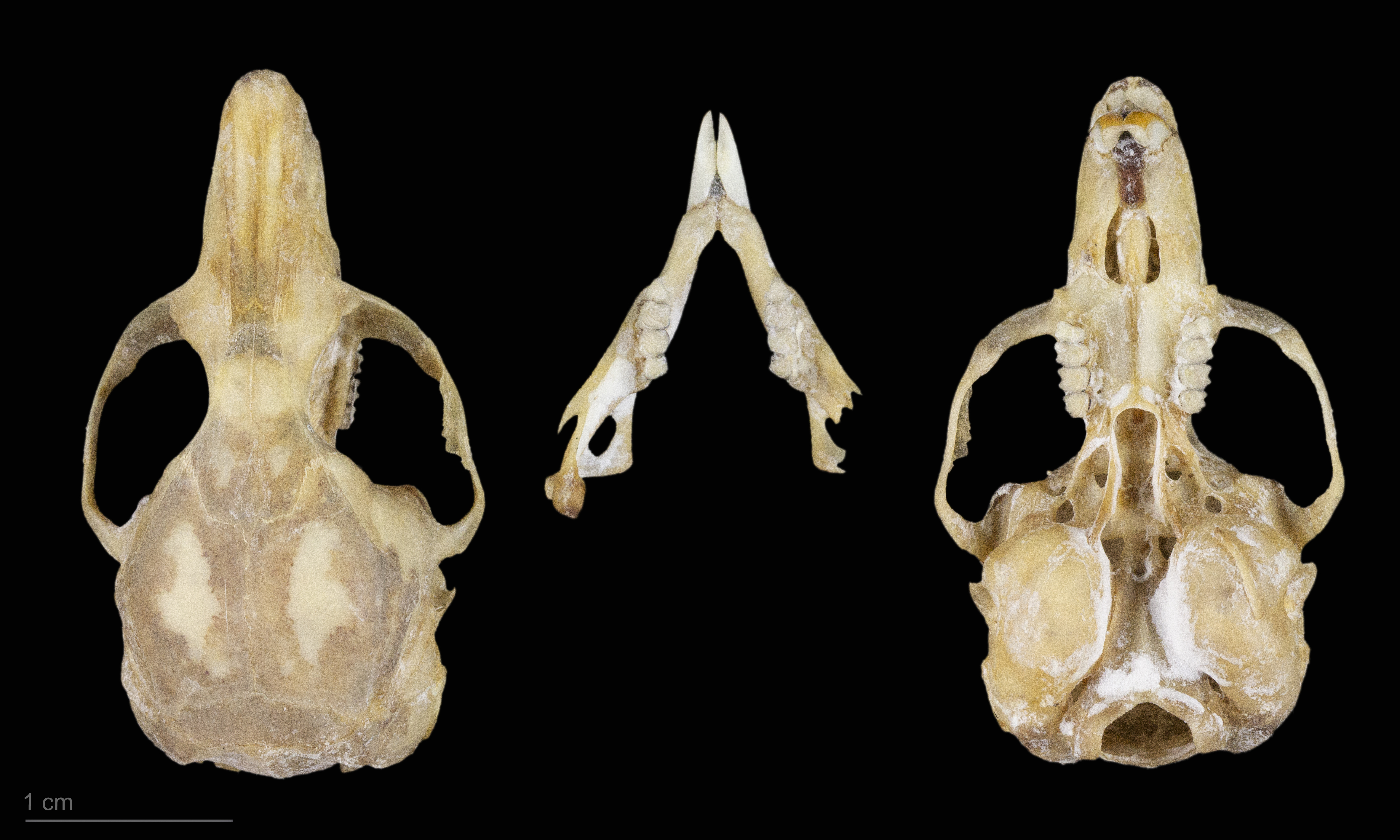
Eliomys quercinus

Plch zahradní (Eliomys quercinus) je drobný noční savec z čeledi plchovitých. Ze všech druhů vyskytujících se v Evropě má nejnápadnější zabarvení. Základní barva hřbetu a hlavy je šedohnědá až hnědočervená, spodní strana těla bývá naopak čistě bílá a je ostře ohraničená. Po stranách hlavy se táhne od oka výrazný tmavý pruh, zasahující až ke krku. Ocas je vždy kratší než tělo a je pokrytý krátkou tmavohnědou srstí a zakončený černobílou štětičkou prodloužených chlupů. Oči i ušní boltce jsou poměrně velké.

## Stavba těla
Délka těla 110–120 mm, délka ocasu 100–120 mm, celková délka těla i s ocasem přibližně 26 cm. Anděra uvádí délku 110–136 mm a váhu 60–140 g.

## Výskyt
Ve světě se vyskytuje ostrůvkovitě v západní, jižní, střední a severovýchodní Evropě (po Ural) i na severu Afriky, chybí na britských ostrovech a na Islandu. Rozšíření v Evropě: ČR, Slovensko, jižní Polsko, střední a jižní Německo, Švýcarsko, Rakousko a také Andorra, Belgie, Bělorusko, Bosna a Hercegovina, Chorvatsko, Estonsko, Finsko, Francie, Itálie, Lotyšsko, Lucembursko, Moldavsko, Nizozemsko, Portugalsko, Rakousko, Rumunsko, Rusko, Slovinsko, Španělsko a Ukrajina. Ve střední Evropě je považován za pozůstatek fauny teplejších období holocénu a jeho ostrůvkovité rozšíření bylo způsobeno rozčleněním souvislých lesních porostů.

### Česká republika
Známý je hlavně ze západního pohraničí (západní Pošumaví, Český les, okolí Karlových Varů, Krušné hory, Labské pískovce, Lužické hory) a dále ze západního okraje Brd. Na Moravě nebyl zatím výskyt tohoto druhu s určitostí prokázán. Starší údaje z přelomu 19. a 20. století dokládají jeho někdejší výskyt ve středních Čechách (okolí Davle, Karlštejna, Dobříše aj.). Největší populace plcha zahradního se vyskytuje na Šumavě a v Labských pískovcích.

## Potrava
Ze všech druhů plchů se v Česku nejčastěji zdržuje na zemi, nikoli na stromech a je nejvíce masožravý. Tomu odpovídá i složení potravy, která je z 80 % živočišná. Živí se zejména hmyzem a bezobratlými živočichy, drobnými savci i ptačími mláďaty a vejci. Z rostlinné potravy převažují různé druhy ovoce a semena stromů, méně pupeny a listy, na které se soustřeďuje teprve k podzimu.

## Způsob života
Z našich plchů je plch zahradní nejméně vázaný na lesní biotop, dává přednost skalnatým a suťovým terénům (kamenné zídky, zbořeniště). S oblibou se zdržuje kolem lesních chat, seníků, krmelců i osamělých stavení. Jeho stanovištěm mohou být také lesní paseky, sady, zahrady nebo vinice. Vyskytuje se vždy v relativně chladných a vlhkých místech. Na velmi vhodných biotopech žijí tři až čtyři zvířata na ploše jednoho hektaru; po osamostatnění mláďat je jich až šest.
Stejně jako jiní plši je tvorem výhradně nočním s vrcholem aktivity mezi 20. a 4. hodinou. Orientuje se hlavně sluchem. V době páření se ozývá jasným „cú“, jinak charakteristickým vrčením.

## Rozmnožování
Páří se jednou ročně. Doba páření nastává ihned po probuzení ze zimního spánku. Po březosti trvající 21 až 23 dní samice vrhá od května do června v průměru tři až šest mláďat. Mláďatům se po 19 dnech otevírají oči. Jsou kojena čtyři týdny a osamostatňují se po 5–6 týdnech, ale zůstávají s matkou až do podzimu. Pohlavně dospívají po přezimování. Ve volné přírodě se jen asi 10 % populace dožije věku čtyř let. V zajetí je nejvyšší dosažený věk 5–6 let.

## Přezimování
Zimní hnízda jsou větší, suchá, dobře vystlaná trávou a listím, dostatečně chráněná před velkými mrazy. K zimnímu spánku si plch zahradní vybírá dutiny ve stromech, skalách, podzemních norách jiných hlodavců či krtků nebo v různých skrýších v chatách a srubech. Obvykle v jednom hnízdě přezimuje více jedinců pohromadě. Během hibernace ztrácí jako všichni plši 40 % až 50 % tělesné hmotnosti a teplota těla klesá na 5 °C. K zimnímu spánku se ukládá v říjnu nebo počátkem listopadu, probouzí se na přelomu dubna a května. Aktivní je zejména od května do září, kdy si staví letní hnízda z větviček, trávy a listí v korunách stromů, mezi kameny, v senících nebo osamělých staveních. Zavděk vezme též stromovou a skalní dutinu či hnízdní budku. Uvádí se,[kdo?] že je mnohonásobně odolnější vůči zmijímu jedu než ostatní naši hlodavci (se zmijí často sdílí stejná kamenitá stanoviště).

## Ochrana
Plch zahradní patří mezi kriticky ohrožené druhy hlodavců v České republice. Jeho výskyt je pouze lokální s nízkou početností. Je jedním ze zdejších nejvzácnějších savců. V Česku se vyskytuje ještě plch lesní (Dryomys nitedula), který je také ohroženým druhem. Početnost plcha zahradního se rychle snižuje. Proto je zařazen v Červené knize Polska, také v textu Bernské konvence je uveden v seznamu chráněných druhů. Plchů zahradních ubývá, protože ubývá i jejich přirozeného prostředí, ve kterém žijí. Ochrana tohoto druhu znamená hlavně důsledně uchovávat vhodná a osídlená stanoviště. Na podporu populace lze vyvěšovat budky, které mohou plchové využít.

## Název
Plch je staročeský název praslovanského stáří, přičemž původ praslovanského slova je nejasný. Plcha označoval také jiný staročeský výraz, dlúhomyš. Výraz plch lze nalézt v některých jiných slovanských jazycích. Původ slova se vykládá více způsoby. K příbuzným výrazům se často řadí litevské pelė [ė má mít nad tečkou znak ~] a lotyšské pele čili „plch“; blízké je také litevské plikas „šedý“. Východiskem těchto slov bylo *pel- (sivý, bledý). Původní význam slova by tak byl „šedivka“. Podle jiného výkladu jsou příbuznými výrazy irské luch a kymerské llyg „myš“.
Ve staré češtině existovalo podobně znějící slovo „plh“ s jiným významem a označení plh zřejmě často splývalo s homonymním názvem plch. V nové češtině vykládá Jungmann plcha jako „živočicha z třídy ssavých, řádu hlodavých, čeledi myšovitých, velikosti lasičí, krátkoocasý, popelavé srsti hlavy podobné k myší, uší krtovitých. […] jsou k jídlu, Římanům bývali lahůdkou, jinak popelice, ospalec, nořice, myoxus esculentus, mus glis“. Uvádí také přirovnání „spí jako plch“ a zmiňuje výraz „pilch“ jako zastaralý. Nově byl plch nářečně „stará houba“ a „starý mládenec“.